# Neurale plaat

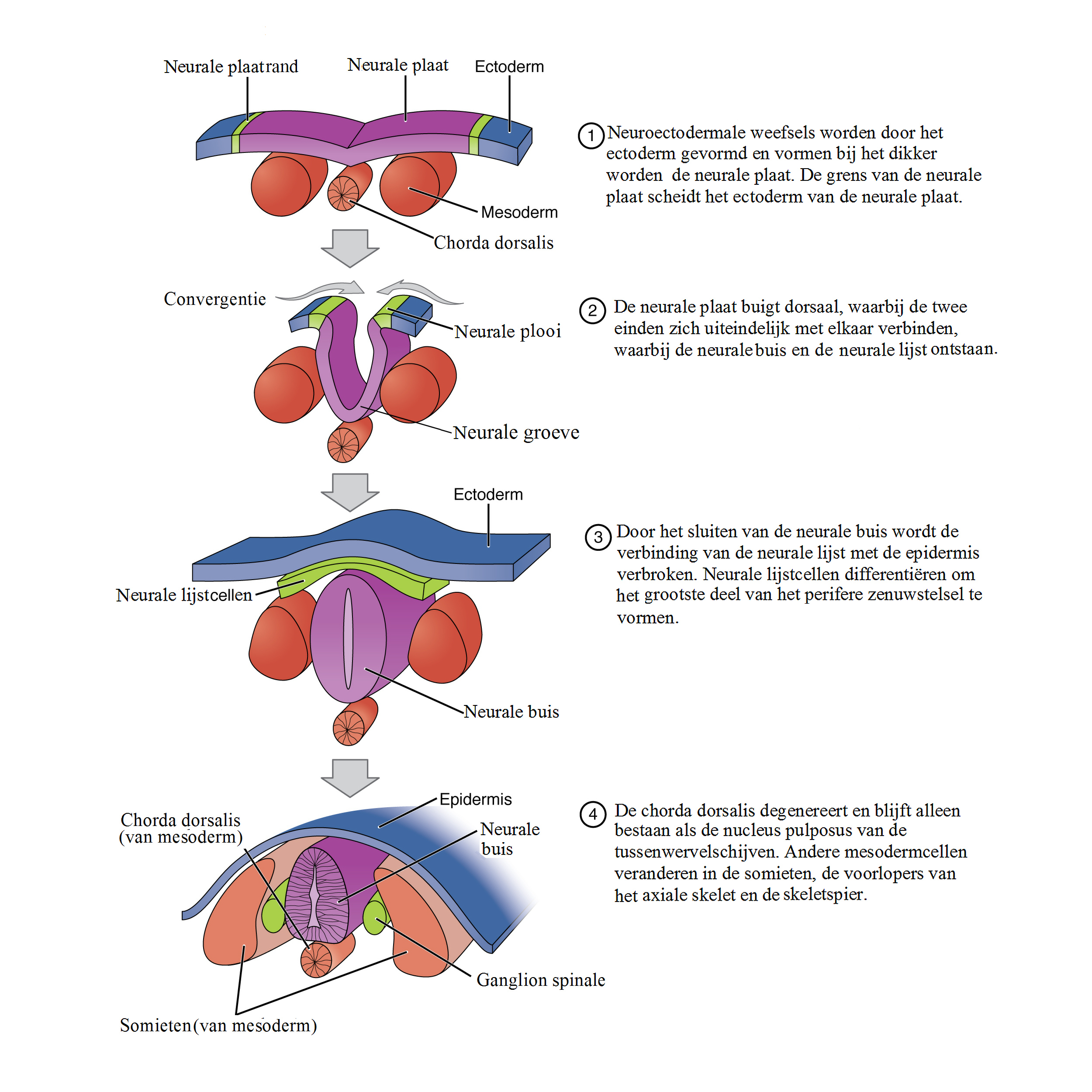
Transversale doorsneden die de ontwikkeling van de neurale plaat tot de neurale buis, neurale wallen en somieten weergeven

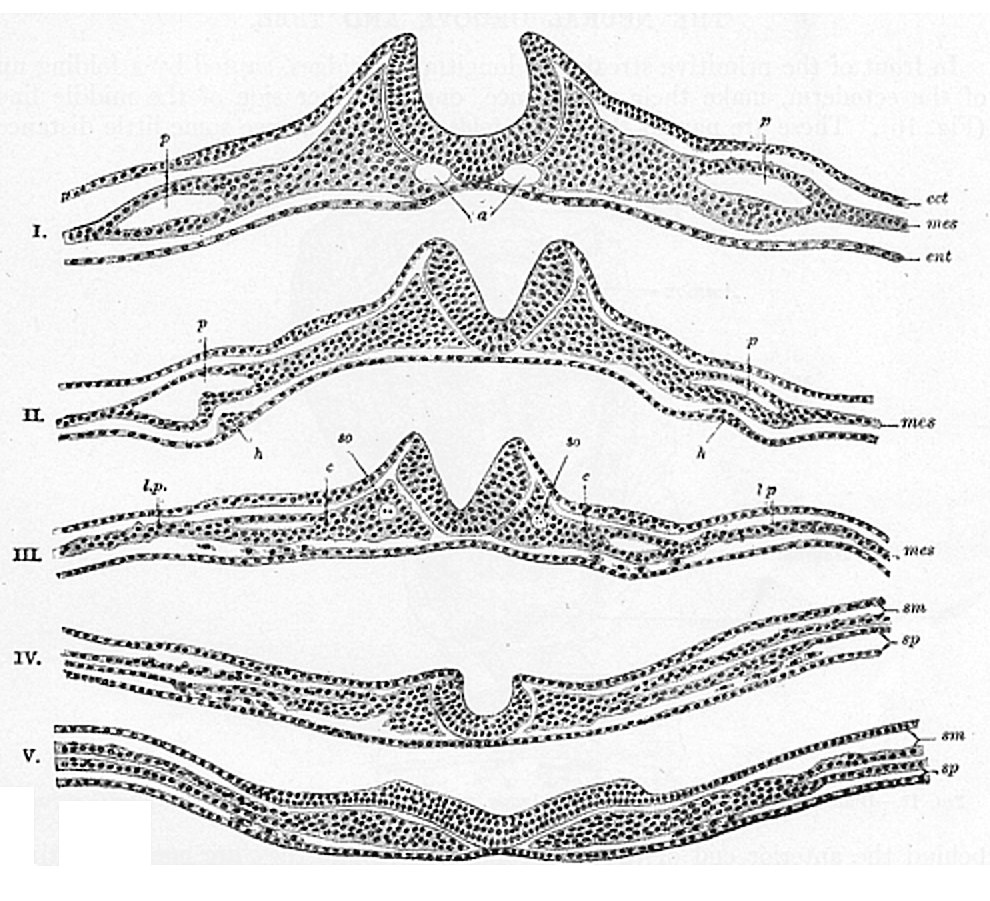
Dwarsdoorsneden van de embryonale kiemschijf. In volgorde van onder naar boven:
Opplooien van de neurale plaat met laterale neurale plooien en centrale neurale groef (boven).

De neurale plaat is een belangrijke ontwikkelingsstructuur in de embryogenese, die dient als basis voor het zenuwstelsel. Craniaal ten opzichte van de primitieve knoop van de embryonale primitieve streep wordt het ectodermale weefsel dikker en vlakker en wordt het de neurale plaat. Het gebied vóór het primitiefknooppunt kan in het algemeen de neurale plaat worden genoemd. Cellen krijgen daarbij een kolomvormig uiterlijk terwijl ze langer en smaller worden. De uiteinden van de neurale plaat, bekend als de neurale plooien, duwen de uiteinden van de plaat omhoog en naar elkaar toe en zo de neurale buis vormen, een structuur die cruciaal is voor de ontwikkeling van de hersenen en het ruggenmerg. Dit proces als geheel wordt primaire neurulatie genoemd.
Signaaleiwitten zijn ook belangrijk bij de ontwikkeling van de neurale plaat en helpen bij het differentiëren van het weefsel dat bestemd is om de neurale plaat te worden. Voorbeelden van dergelijke eiwitten omvatten botmorfogenetische eiwitten en cadherinen. Expressie van deze eiwitten is essentieel voor het vouwen van de neurale plaat en de daaropvolgende vorming van de neurale buis.

## Primaire neurulatie
De vorming en vouwing van de neurale plaat is de eerste stap in de primaire neurulatie. Dit wordt bij de tweede stap gevolgd door de verfijning en groei van neurale plaatcellen. Bij de derde stap van de primaire neurulatie is niet per se de neurale plaat betrokken, maar eerder de randen van de neurale plaat, die samenkomen en het begin van de neurale buis vormen. Als de neurale plaat tot een buis is gevouwen, komen bij de vierde stap de neurale plooien samen om de versmelting van de neurale buis te voltooien. Dit proces wordt geïllustreerd in de figuur rechts, waar de neurale plaat paars wordt weergegeven. Het limoengroen markeert de randen van de neurale plaat, die de neurale plooien worden, die betrokken zijn bij het vouwen van de plaat voor het vormen van de neurale buis. De figuur demonstreert de ontwikkeling van de neurale plaat tot de neurale buis, waar ook de neurale lijstcellen vandaan komen.
Bij de primaire neurulatie vormt het ectoderm drie soorten cellen: de neurale buis (toekomstige hersenen en ruggenmerg), de epidermis (huid) en de neurale lijstcellen (verbindt epidermis en neurale buis en zullen migreren voor het vormen van zenuwcellen, gliacellen en huidcelpigmentatie).

## Ontwikkeling
Tijdens de fase van neurale plaatvorming bestaat het embryo uit drie cellagen: het ectoderm, het mesoderm en het endoderm. De voorlopercellen die de voorlopers vormen van neurale weefsels in de neurale plaat worden neuro-ectodermcellen genoemd.
De ectodermale cellen op het dorsale deel van het embryo, uitgestrekt over de chorda dorsalis, zijn uiteindelijk degenen die de neurale plaat vormen. Ongeveer de helft van die cellen zal ertoe worden aangezet ectoderm te blijven, terwijl de andere helft de neurale plaat zal vormen. Bij het vorderen van de neurulatie worden de cellen van de neurale plaat hoogzuilvormig (high-columnar) en zijn zij onder een microscoop te onderscheiden van het omringende, toekomstige epitheliale ectoderm (epiblastisch endoderm in Amniota). De cellen bewegen zich zijwaarts, weg van de centrale as en krijgen de vorm van een afgeknotte piramide. Deze piramidevorm wordt bereikt door de interacties tussen tubuline en actine in het apicale gedeelte van de cel, dat zich vernauwt terwijl de cel zelf beweegt. De variatie in celvormen wordt gedeeltelijk bepaald door de locatie van de kern in de cel, waardoor in bepaalde delen een bolling ontstaat, zodat de lengte en de vorm van die cel veranderen. Dit proces staat bekend als apicale vernauwing. Het resultaat is een afvlakking van de zich differentiërende neurale plaat. In salamanders is deze afvlakking exemplarisch op het moment dat de eerst geheel ronde gastrula zich omvormt tot een afgeronde bal met een platte bovenkant.
Als de neurale plaat op zichzelf wordt gescheiden, zal deze zich nog steeds ontwikkelen tot een dunnere plaat, maar geen neurale buis vormen. Als het gebied dat de vermoedelijke epidermis en neuraalplaatweefsel bevat, wordt geïsoleerd, zullen zich kleine neurale plooien vormen. De verlenging die optreedt tijdens de vorming van de neurale plaat en de sluiting van de neurale buis is van vitaal belang. De sluitende gebieden van de neurale buis hebben een zeer verhoogde rekactiviteit in de middellijn vergeleken met reeds gesloten gebieden op het moment dat de plaat een buis begon te vormen.

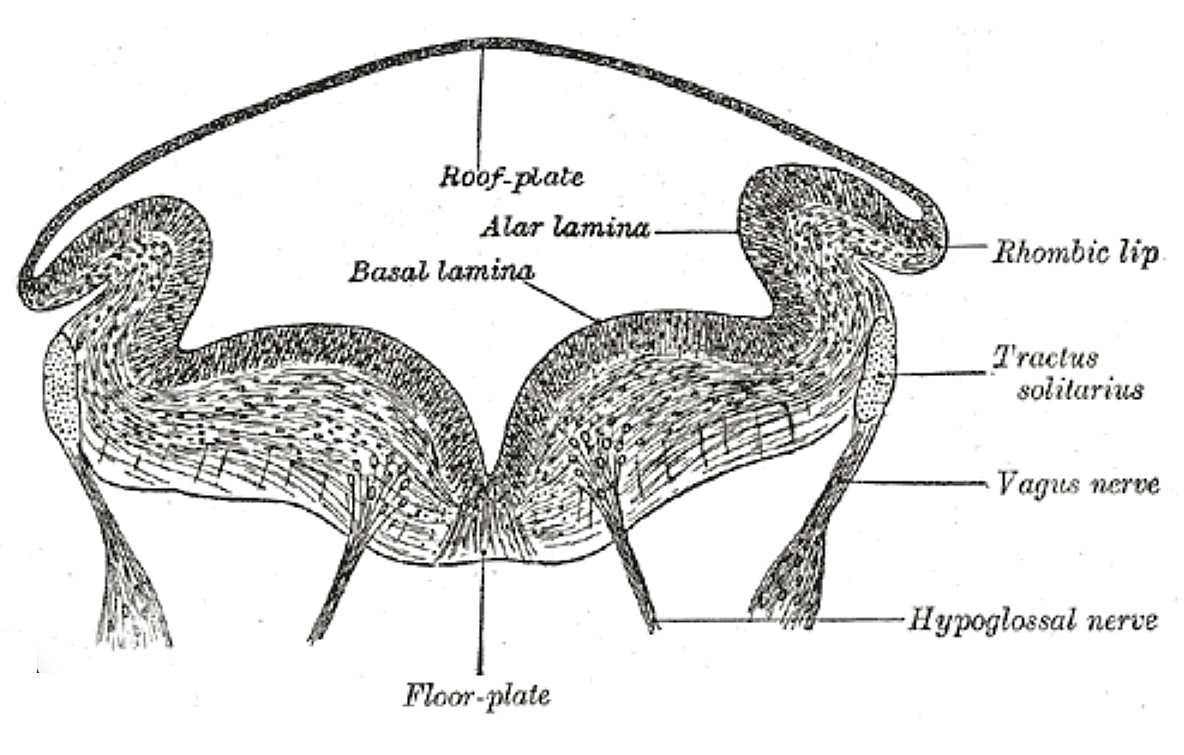
Buiging en convergentie van de neurale plaat

Het buigen van de neurale plaat gaat gepaard met de vorming van scharnieren, waarmee de neurale plaat is verbonden met de omliggende weefsels. De middellijn van de neurale plaat wordt het mediaanscharnierpunt (MHP) genoemd. Cellen in dit gebied, bekend als mediale scharnierpuntcellen vanwege hun betrokkenheid bij deze structuur, worden gestabiliseerd en verbonden met de chorda dorsalis. Ze zijn afgeleid van het gebied van de neurale plaat vóór de primitieve knoop. De chorda dorsalis zal beginnen met vormveranderingen van de MHP-cellen. Deze cellen zullen in hoogte afnemen en wigvormig worden. Een ander type scharnierpunt komt dorsaal-lateraal voor, het dorsaal-laterale scharnierpunt (DLHP) genoemd. Deze gebieden vormen de primitieve groef en veranderen van vorm op dezelfde manier als MHP-cellen doen voordat ze aan elkaar koppelen om de neurale buis te vormen. Uit een experiment bleek dat zonder de chorda dorsalis de MHP-kenmerken zich niet correct ontwikkelden, waardoor de vorming van de neurale plaat en de neurale buis niet goed plaatsvond. De communicatie tussen de neurale plaat en de chorda dorsalis is belangrijk voor de toekomstige inductie en vorming van de neurale buis.
Het sluiten van de neurale buis is voltooid als de neurale plooien tegen elkaar komen. Terwijl de cellen van de neurale buis de hersenen en het ruggenmerg vormen, migreren de overige cellen, die deel uitmaakten van de neurale plaat, als neurale lijstcellen weg van de neurale buis. Na een epitheel-mesenchymale overgang (EMT) vormen deze cellen het autonome zenuwstelsel en bepaalde cellen van het perifere zenuwstelsel.

### Celsignalering en essentiële eiwitten
Cruciaal voor de juiste vouwing en functie van de neurale plaat is N-cadherine, een type cadherine-eiwit dat geassocieerd is met het zenuwstelsel. N-cadherine is van cruciaal belang voor het bij elkaar houden van neurale plaatcellen. Bovendien brengen cellen die bestemd zijn om neurale plaatcellen te worden zenuwceladhesiemoleculen (NCAM) tot expressie om de cohesie van de neurale platen te bevorderen. Een ander cadherine, E-cadherine, wordt tot expressie gebracht door ectodermcellen tijdens het ontwikkelingsproces van de neurale plaat.

3D-structuurmodel van BMP-4

Botmorfogenetisch proteïne 4 of BMP4 is een transformerende groeifactor die ervoor zorgt dat de cellen van het ectoderm differentiëren tot huidcellen. Zonder BMP4 zouden de ectodermcellen zich ontwikkelen tot neurale cellen. Axiale mesodermcellen onder het ectoderm scheiden remmende signalen af, genaamd Chordine, Noggin en Follistatine. Deze remmende signalen voorkomen de werking van BMP4, waardoor de cellen normaal gesproken het ectoderm zouden vormen. Als resultaat gaan de omringende cellen hun normale gang en ontwikkelen ze zich tot neurale cellen. De cellen in het ectoderm die deze neurale cellen omringen, ontvangen de BMP4-remmersignalen niet en als resultaat zorgt BMP4 ervoor dat deze cellen zich ontwikkelen tot huidcellen.
In de nieuw gevormde neurale plaat worden PAX3-mRNA, MSX1-mRNA en MSX1/MSX2-eiwitten mediolateraal tot expressie gebracht. Wanneer de neurale plaat begint te vouwen, brengen rostrale gebieden van de neurale plaat geen Pax3- en MSX-eiwitten tot expressie. In gebieden caudaal ten opzichte van de sluiting van de neurale buis is de expressie van PAX3 en MSX beperkt tot de laterale gebieden van de neurale plooien. Deze fluctuaties in mRNA- en eiwitexpressie treden op bij de differentiatie van neurale plaatcellen.
Lage pSMAD 1, 5, 8 niveaus zorgen voor een grotere mobiliteit op het mediane scharnierpunt dan in laterale neurale plaatcellen. Deze flexibiliteit maakt het draaien en scharnieren mogelijk, waardoor de neurale plaat kan knikken en optillen bij het vormen van de neurale buis. De neurale plaat moet stijf genoeg zijn om morfogene bewegingen mogelijk te maken en tegelijkertijd flexibel genoeg zijn om vorm- en positieveranderingen te ondergaan voor de transformatie in de neurale buis.

## Andere dieren
De neurale buis sluit bij verschillende soorten anders, waarbij het onderscheid tussen mensen en kippen tot de meest bestudeerde behoort. Bij mensen sluit de neurale buis vanuit een centraal deel van het embryo en beweegt deze naar buiten. Bij kippen begint de sluiting van de neurale buis in het toekomstige middenhersengebied en sluit deze zich in beide richtingen. Bij vogels en zoogdieren vindt de sluiting niet op hetzelfde moment plaats.
Bij salamanders- en algemene amfibie-embryo's speelt celdeling geen stuwende kracht bij de morfogenese. Salamander-embryocellen zijn veel groter en vertonen eipigmentatie om cellen van elkaar te onderscheiden. De neurale plaat van de salamander verdubbelt in lengte, neemt af in de apicale breedte en in de dikte toe. De plaatranden gaan dorsaal omhoog en vouwen naar de middellijn voor het vormen van de neurale buis. Het apicale oppervlak neemt af.
Terwijl bij kippenembryo's de neurale plaat in lengte toeneemt en in apicale breedte afneemt, verandert de dikte van de plaat niet drastisch. Naarmate de neurale plaat de Hamburger-Hamilton stadia doorloopt, wordt de plaat dikker tot ongeveer de Hamburger-Hamilton stadia HH6-7 (stadia 23-26 uur na de bevruchting), wanneer de neurale plaat zich in een buisvorm begint te vouwen. Het apicale oppervlak neemt toe tijdens neurulatie, in tegenstelling tot embryo's van amfibieën. Bij muizenembryo's is elke kant naar het midden van de plaat bolvormig. Deze kanten moeten tot holvormig worden omgekeerd voor het vormen van de neurale buis.

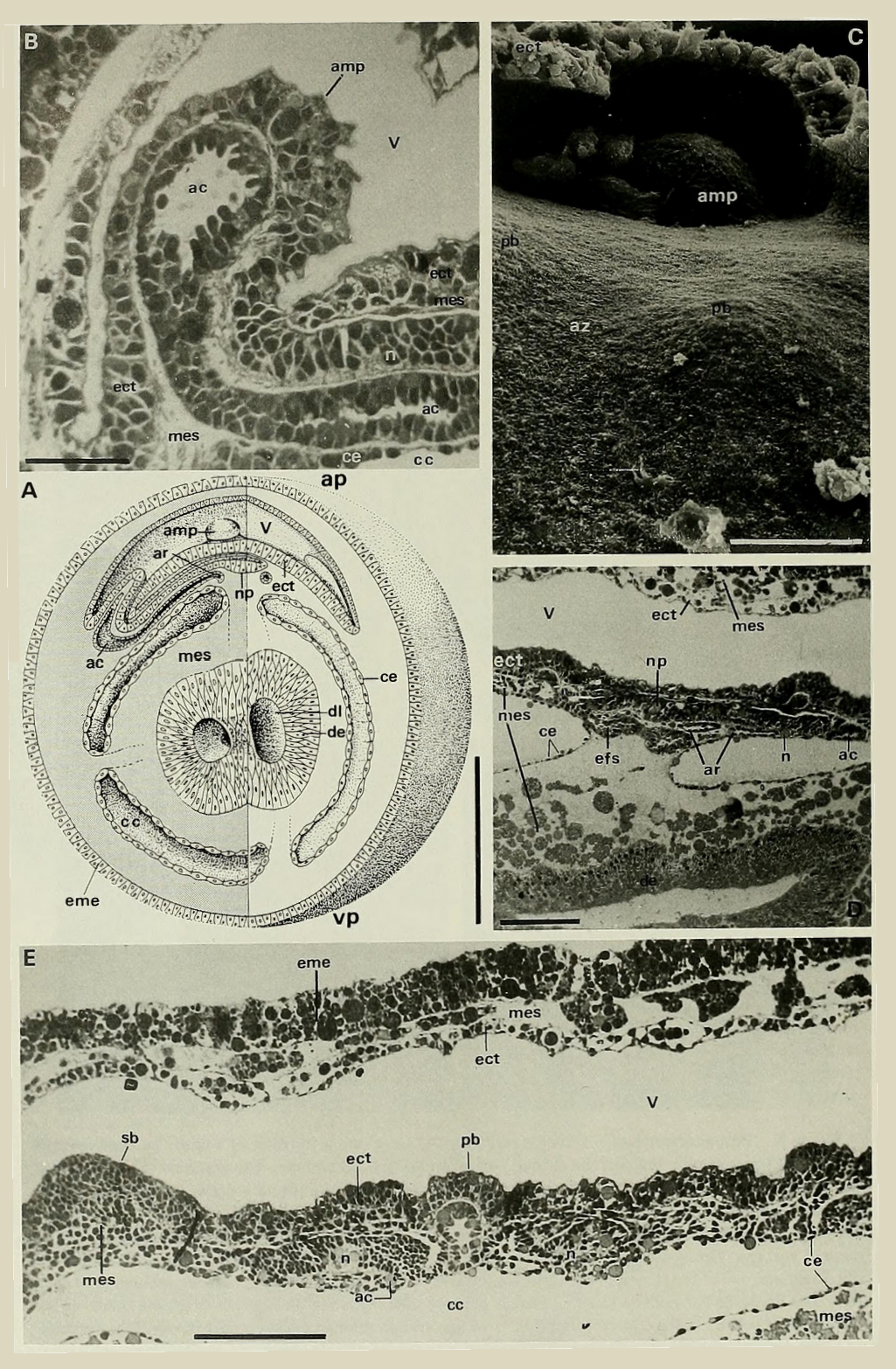
np: neurale plaat bij de zee-egel Abatus cordatus.
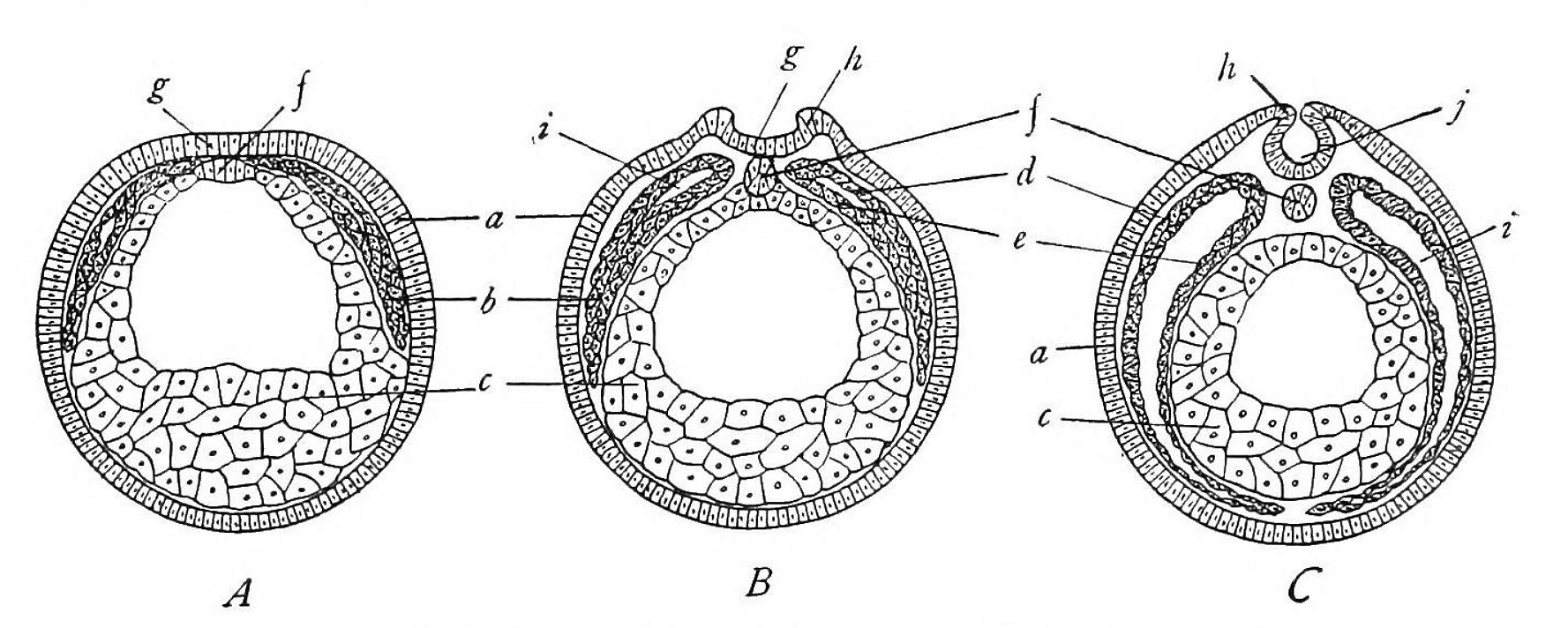
Vorming van de neurale plaat (g, medullary plate), j: neurale buis, f: chorda dorsalis, h: neurale plooi, b: mesoderm, a: ectoderm, c:archenteron,  en i: coeloom bij amfibieën. dwarsdoorsneden
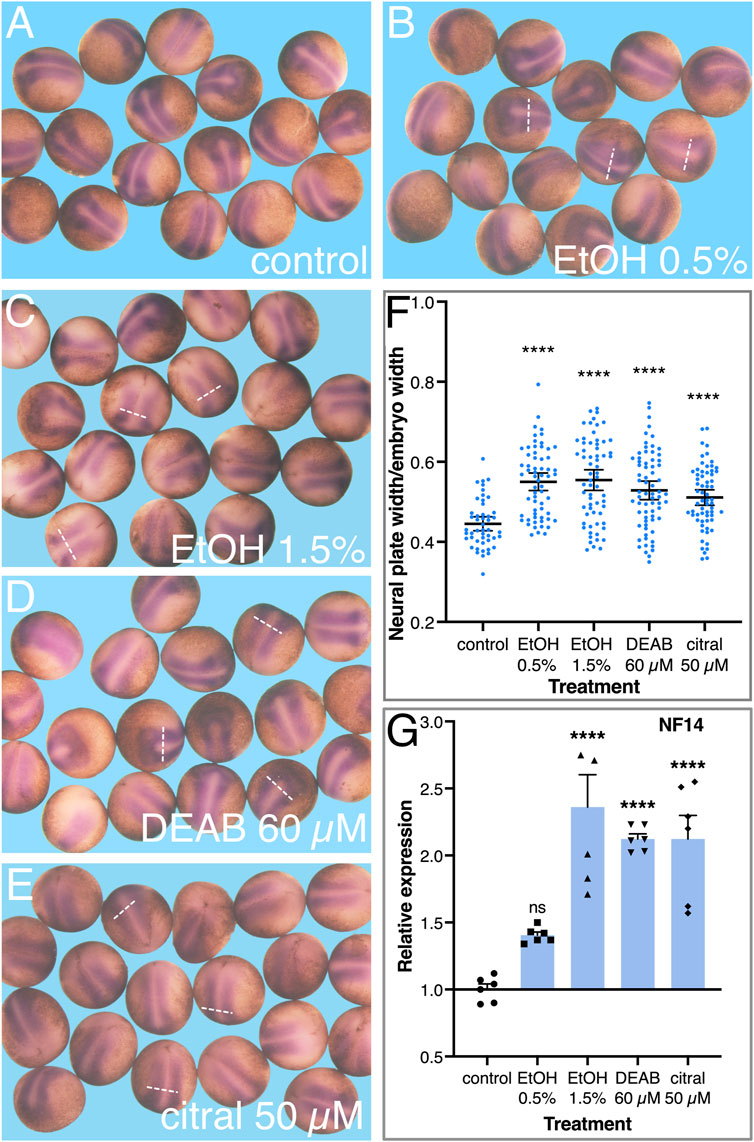
A: neurale plaat, F: breedte van de neurale plaat bij de klauwkikker
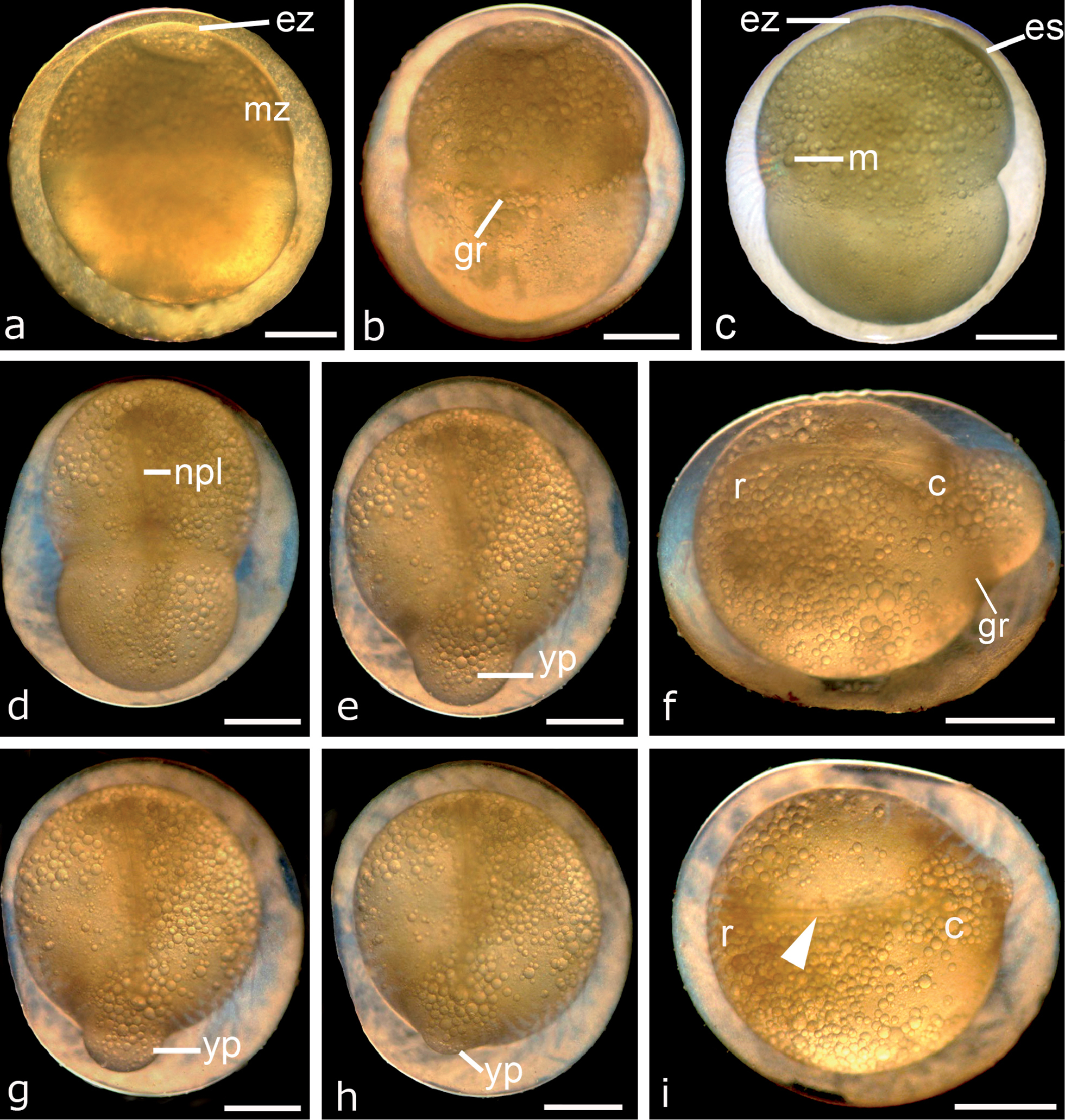
Aziatische mesvis, npl: neurale plaat, gr: kiemblad, es: primitieve knoop